# Distrikt Upernavik
Upernavik ist seit 2009 ein grönländischer Distrikt in Westgrönland. Er ist deckungsgleich mit der von 1950 bis 2008 bestehenden Gemeinde Upernavik.

## Lage
Der Distrikt Upernavik war der nördlichste Distrikt Nordgrönlands. Im Norden grenzt heute der Distrikt Qaanaaq an, während im Süden die Grenze zum Distrikt Uummannaq verläuft.

## Geschichte
Die Gemeinde Upernavik entstand 1950 durch die Dekolonialisierung des Kolonialdistrikts Upernavik.
Mehrere heute noch bewohnte Orte im Distrikt Upernavik hatten nie offiziell den Dorfstatus erhalten, als sie durch die Ortsreform 1967 de facto zu Dörfern wurden. Dies betrifft Ikerasaarsuk, Innaarsuit, Naajaat und Nutaarmiut. Einzig Innaarsuit erhielt 1985 noch den Dorfstatus. Die anderen drei Orte verfügen deswegen noch heute kaum über Infrastruktur.
Bei der Verwaltungsreform 2009 wurde die Gemeinde Upernavik in die Qaasuitsup Kommunia eingegliedert und zu einem Distrikt. Seit 2018 ist der Distrikt Upernavik Teil der Avannaata Kommunia.

## Orte
Neben der Stadt Upernavik befinden sich folgende Dörfer im Distrikt Upernavik:
- Aappilattoq
- Ikerasaarsuk
- Innaarsuit
- Kangersuatsiaq
- Kullorsuaq
- Naajaat
- Nutaarmiut
- Nuussuaq
- Tasiusaq
- Upernavik Kujalleq

Daneben befanden sich die folgenden mittlerweile verlassenen Siedlungen in der damaligen Gemeinde bzw. im heutigen Distrikt:
- Ikermiut
- Illulik
- Itissaalik
- Kittorsaq
- Kuuk
- Qaarusulik
- Saattoq
- Saffiorfik
- Tussaaq
- Uingasoq
- Uluaa

## Wappen
Das Wappen zeigt drei Ringelrobben, die sich um eine Sonne winden. Die Robben sind ein bedeutendes Jagdtier in ganz Grönland, darunter auch in Upernavik. Die Sonne stellt die Mitternachtssonne dar, die in der Gemeinde wegen der nördlichen Lage besonders lange währt. Das Wappen wurde 1973 angenommen.

## Bevölkerungsentwicklung
Die Einwohnerzahl des Distrikts stieg bis zur Jahrtausendwende an und ist seitdem relativ konstant.